# Pensament desideratiu

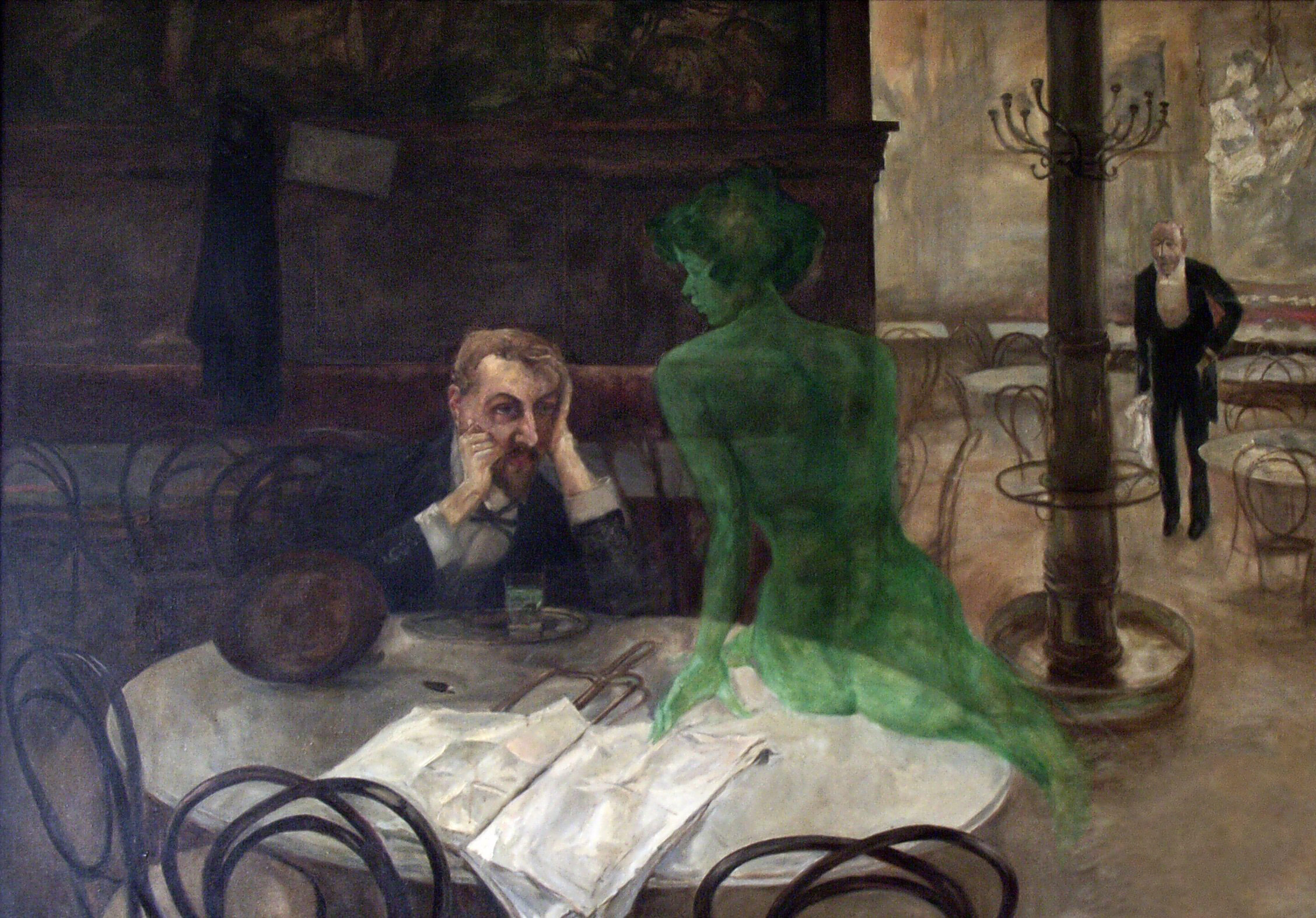
El bevedor d'absenta, per Viktor Oliva

El pensament il·lusori (també anomenat pensament desideratiu en àmbits més específics com la psicologia o la sociologia) descriu la presa de decisions i la creació de creences basada en allò que és agradable imaginar, més que fets reals, verificables o racionals. És un producte de la resolució de conflictes entre creença i desig.
Les metodologies per examinar els pensaments il·lusoris són diverses. Diverses disciplines o escoles de pensament examinen mecanismes relacionats, com ara circuits neuronals, cognició i emocions humanes, tipus de prejudicis, procrastinació, motivació, optimisme, atenció i entorn. Aquest concepte s'examina com un raonament fal·laç. S'assimila al concepte de visió desiderativa.
Alguns psicòlegs creuen que el pensament positiu pot influir positivament en la conducta i, per tant, donar millors resultats. Això s'anomena «l'efecte Pigmalió». Els estudis sempre han demostrat que totes les altres coses són iguals, que els subjectes prediuen conseqüències positives amb més facilitat que les negatives, que s'anomena biaix d'optimisme. Tanmateix, la investigació suggereix que en determinades circumstàncies, com per exemple, quan augmenta una amenaça, es produeix el fenomen contrari.

## El raonament fal·laç i el cicle de fantasia
A més de ser un biaix cognitiu i una mala manera de prendre decisions, el pensament desideratiu produeix arguments «informalment fal·laços» ja que es basen en un error de raonament. De fet, un pensament il·lusori consisteix a considerar que, perquè volem que alguna cosa sigui veritat o falsa, és necessàriament certa o falsa. Aquest error de raonament és de la forma:
| « | Vull que P sigui veritat (resp. Fals) implica que P és cert (resp. Fals). | » |

Christopher Booker descriu el pensament il·lusori en els següents termes:
| « | «el cicle de fantasia» ... un patró que es repeteix en les nostres vides, en la política, en la història ... i en les històries. Quan comencem a comportar-nos portats inconscientment per una fantasia, tot sembla que anirà bé durant un temps, en el que podríem anomenar la «etapa dels somnis». Però com que aquesta pretensió no es pot reconciliar mai amb la realitat, ens porta a una «etapa de la frustració» quan les coses comencen a funcionar malament, rovocant un esforç més decidit per mantenir viva la fantasia. A mesura que la realitat ens pressiona, ens condueix cap a una «etapa de malson», quan tot va malament, i culmina en una «explosió de la realitat», quan la fantasia finalment s'esvaeix.. | » |

## La visió desiderativa
La visió desiderativa és el fenomen en què la ment d'una persona influeix en la seva percepció visual. Les persones solen pensar que veuen el món tal com és, però les investigacions suggereixen el contrari. Actualment, hi ha dos tipus principals de visió desiderativa en funció del lloc on es produeixen: la categorització d'objectes i la representació d'un entorn.
El concepte de visió desiderativa va ser introduït per primera vegada per l'enfocament psicològic del New Look (nou estil). El plantejament del New Look es va popularitzar a la dècada del 1950 a través de l'obra de Jerome Bruner i Cecile Goodman. En el seu icònic estudi del 1947, van demanar als nens que revelessin la seva percepció de la mida de les monedes fent-los manipular el diàmetre d'un disc de llum projectat sobre una cara d'una caixa de vidre esmerilat. Cada nen tenia una moneda a la seva mà esquerra a la mateixa alçada i a la mateixa distància de la pantalla, i amb la seva mà dreta premia el botó per canviar el diàmetre del disc. Els nens es van dividir en tres grups, dos experimentals i un de control, amb deu nens a cada grup. Es va demanar al grup de control que estimés la mida no de les monedes, sinó de discos de cartró de la mateixa mida. De mitjana, els nens dels grups experimentals van sobreestimar el 30% el diàmetre dels discos. En una segona etapa de l'experiment, Bruner i Goodman van dividir els nens en grups segons el seu nivell econòmic. De nou, es va demanar als grups «pobres» i «rics» que estimessin el diàmetre de les monedes reals ajustant el diàmetre de l'obertura del disc de llum. Com era d'esperar, tots dos grups van sobreestimar les mides de moneda, però el grup «pobre» va sobreestimar la mida fins a un 50%, un 25% més que el grup «ric».
A partir d'aquests resultats, Bruner i Goodman van concloure que els nens més pobres sentien un desig més gran de diners i, per tant, percebien les monedes més majors. Aquesta suposició és la base de l'enfocament psicològic anomenat New Look, que suggereix que una inversió subjectiva en un objecte influeix en la percepció visual d'aquest objecte.
Alguns psicòlegs psicodinàmics van adoptar l'enfocament del New Look per explicar com els individus poden protegir-se dels estímuls visuals pertorbadors. Es va abandonar la perspectiva psicodinàmica perquè mancava d'un model adequat per explicar la manera en què l'inconscient podia influir en la percepció.
Tot i que les investigacions posteriors podrien haver reproduït els resultats trobats per Bruner i Goodman, l'enfocament del New Look va ser abandonat en gran manera a la dècada del 1970 perquè els experiments es van presentar amb errors metodològics que no tenien en compte factors confusos, com ara que el biaix de memòria o el context. Les recents investigacions han permès reviure les perspectives del New Look, però amb millores metodològiques que resolen els problemes que tacaven els estudis originals.

## El fenomen invers
El fenomen invers es produeix quan l'amenaça augmenta. La il·lusió d'Ebbinghaus es va utilitzar per mesurar la visió desiderativa inversa. En aquesta il·lusió, apareix un cercle objectiu central, de mida invariable, més o menys gran segons si està envoltat de cercles petits o grans, respectivament. En una variant d'aquesta experiència, els cercles estan decorats amb dissenys capaços de desencadenar una emoció positiva, negativa o neutra. S'ha constatat que els participants consideren més grans els cercles amb un disseny negatiu en comparació amb els cercles que mostren un disseny positiu o neutre, i que la il·lusió d'Ebbinghaus es veu atenuada si el cercle objectiu presenta un disseny negatiu, mentre que els cercles que l'envolten tenen un disseny positiu.

Els dos cercles taronja tenen exactament la mateixa mida; en canvi, el de la dreta sembla més gran

Els sentiments de por també condueixen a percebre l'objecte temut com més proper, mentre que estudis anteriors han suggerit el contrari, que els objectes desitjats que es percebien com més propers. A més, hi ha qui té menys tendència al pensament o a la visió desiderativa pel seu estat emocional o personalitat.

## Els mecanismes subjacents

### La cognició
Els mecanismes cognitius concrets que subjauen els pensaments o visions desideratives són encara poc coneguts. Aquests conceptes estan en fase de desenvolupament i la investigació sobre els mecanismes subjacents encara està en curs. Tot i això, s'han proposat determinats mecanismes. Es poden atribuir pensaments desideratius a tres fenòmens: el biaix d'atenció, el biaix d'interpretació i el biaix de resposta. Així, el pensament desideratiu es pot produir en tres etapes diferents del processament cognitiu:
- A la primera etapa, la de percepció, les persones perceben selectivament els senyals. Poden parar atenció als indicis que van en la direcció dels seus desitjos i descuidar d'altres que els molestaran.[5][14]
- En la segona etapa del processament cognitiu, la interpretació de senyals, pot resultar selectiva. En aquest cas, no es modifica l'atenció al senyal sinó la importància atribuïda al senyal.[14]
- Finalment, el pensament desideratiu es pot produir en un estadi més avançat del processament cognitiu, a l'hora de formular una resposta al senyal. La senyal pot ser esbiaixada segons els desitjos del subjecte.[14]

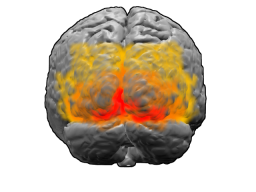
Es creu que el lòbul occipital (àrea acolorida) està involucrat en l'aprenentatge perceptiu

La visió desiderativa es pot atribuir als mateixos mecanismes que el pensament desideratiu, ja que implica el processament de senyals situacionals, inclosos els senyals visuals. No obstant això, pel que fa al processament preconscient dels indicis visuals i les seves associacions amb resultats desitjats, els biaixos d'interpretació i de resposta ja no són plausibles, ja que es produeixen en etapes del processament cognitiu conscient. En conseqüència, es proposa un quart mecanisme anomenat «ensamblament perceptiu» per explicar el fenomen. Aquest mecanisme suggereix que les predisposicions mentals o les associacions activades abans que aparegui un objecte, influeixen subtilment en el sistema visual durant la percepció. En conseqüència, els senyals es reconeixen més o menys fàcilment segons l'estat mental del subjecte o les associacions anteriors. Així, alguns suposen que la penetrabilitat cognitiva permet visions desideratives en el sentit que les funcions cognitives superiors podrien influir directament en l'experiència perceptual i no només en la interpretació que se'n fa. Els que s'oposen a la penetrabilitat cognitiva estimen que els sistemes sensorials funcionen de manera modular, els estats cognitius només exerceixen la seva influència quan els estímuls han estat percebuts. Per a altres, el fenomen de la visió desiderativa implica necessàriament una penetrabilitat cognitiva en l'experiència perceptual.
S'ha observat una visió desiderativa en les primeres etapes de la categorització. Les investigacions que utilitzen figures ambigües i una rivalitat binocular mostra aquest fenomen. La percepció està influenciada tant pel processament ascendent com el descendent. En el processament visual, el processament ascendent és un procés rígid mentre que el processament descendent és més flexible.
En el processament ascendent, els estímuls es reconeixen per punts de fixació, proximitat i àrees focals per construir objectes, mentre que el processament descendent és més sensible al context. Aquest efecte es pot observar utilitzant el fenomen de primat o jugant amb estats emocionals. Els models tradicionals de processament d'informació jeràrquics descriuen el processament visual precoç com una via unidireccional: el processament visual precoç alimenta els sistemes conceptuals, però els sistemes conceptuals no afecten els processos visuals.
Les investigacions actuals rebutgen aquest model i suggereixen que les informacions conceptuals poden penetrar els primers processaments visuals en lloc de simplement esbiaixar els sistemes de percepció. Aquest fenomen s'anomena «penetrabilitat cognitiva» (o «penetrabilitat conceptual»). La investigació sobre penetrabilitat cognitiva utilitza estímuls pertanyents a dues categories conceptuals i mesura el temps de reacció per determinar si l'efecte de categoria ha influït o no en el processament visual. L'efecte de categoria és la diferència de temps de reacció entre les parelles, com el temps necessari per distingir Bb de Bp. Per provar la penetrabilitat cognitiva, cal que hi hagi judicis simultanis i seqüencials de parelles. Els temps de reacció disminueix a mesura que augmenta l'asincronia de l'inici de l'estímul, cosa que suggereix que les categories afecten les representacions visuals i la penetrabilitat cognitiva. La investigació amb estímuls més rics, com ara figures de gats i gossos, permet una major variabilitat perceptiva i una anàlisi de la tipicitat d'estímuls (es van disposar gats i gossos en diferents posicions, algunes més o menys típiques per al reconeixement). La diferenciació de les imatges va passar més temps quan pertanyien a la mateixa categoria (gos A - gos B) que a categories diferents (gos-gat), cosa que suggereix que conèixer les categories influeix en la categorització. Per tant, el processament visual mesurat per judicis diferencials físics es veu afectat pel processament no visual, que argumenta a favor de la penetrabilitat cognitiva.

### Els circuits neuronals
Les àrees del cervell que motiven pensaments o visions desideratives s'associen a les mateixes regions que subratllen la identificació i la recompensa social. Un estudi va examinar aquestes estructures mitjançant ressonància magnètica mentre que els participants avaluaven les possibilitats de victòria de diferents equips de futbol. Abans d'aquesta estimació, els participants havien declarat els seus equips favorits, neutres o poc apreciats de la National Football League. S'han associat els pensaments desideratius a la teoria de la identitat social, segons la qual els individus semblen preferir als membres del grup a les persones alienes. A l'experiment, la gent va afavorir els equips de futbol amb els que es van identificar més.
Durant els pensaments desideratius, es va observar l'activitat comparativa de tres àrees del cervell: el còrtex prefrontal dorsal medial, el lòbul parietal, i el gir fusiforme del lòbul occipital. L'activitat comparada a les zones occipital i parietal suggereix un mode d'atenció selectiva als senyals presentats, cosa que suggereix un processament o un biaix d'atenció menys cognitius. D'altra banda, l'activitat comparativa al còrtex prefrontal suggereix un tractament cognitiu més sostingut. L'activitat del còrtex prefrontal està lligada a les preferències implicades en la identificació social. Com a resultat, quan les dades parlen d'una persona (com ara un equip de futbol favorit), s'activa la còrtex prefrontal. Aquesta autoidentificació té un valor hedìnic que, al seu torn, estimula el circuit de la recompensa. L'activació diferencial de les zones del sistema de recompensa només s'ha observat juntament amb l'activació del lòbul occipital. Així, activar el sistema de recompensa amb l'autoidentificació podria comportar una orientació de l'atenció visual.
Les vies magnocel·lulars (M) i parvocel·lulars (P), que entren al còrtex orbitofrontal, tenen un paper important en els processos descendents sensibles a la penetrabilitat cognitiva. Els estímuls esbiaixats pel processament magnocel·lular estimulen de forma diferent el còrtex orbitofrontal; les projeccions magnocel·lulars ràpides combinen el reconeixement d'objectes visuals i inferotemporals primerencs i treballen amb el còrtex orbitofrontal ajudant a generar prediccions anticipades d'objectes, basats en construccions perceptuals. Els estímuls tenien un biaix M amb dibuixos de línies acromàtiques de baixa lluminositat o un biaix P amb dibuixos de línies cromàtiques lluminoses. Es va preguntar als participants si el disseny era més gran o més petit que una caixa de sabates. La imatge per ressonància magnètica funcional es va utilitzar per controlar l'activitat cerebral a l'escorça orbitofrontal i a les regions ventrotemporals per determinar quina via permetia un reconeixement més ràpid de l'objecte. Els resultats van mostrar que les neurones magnocel·lulars tenen un paper essencial en el reconeixement d'objectes de baixa resolució, ja que ajuden a desencadenar ràpidament processos descendents proporcionant supòsits inicials que facilitin el reconeixement ràpid d'objectes.

## El paper de l'atenció

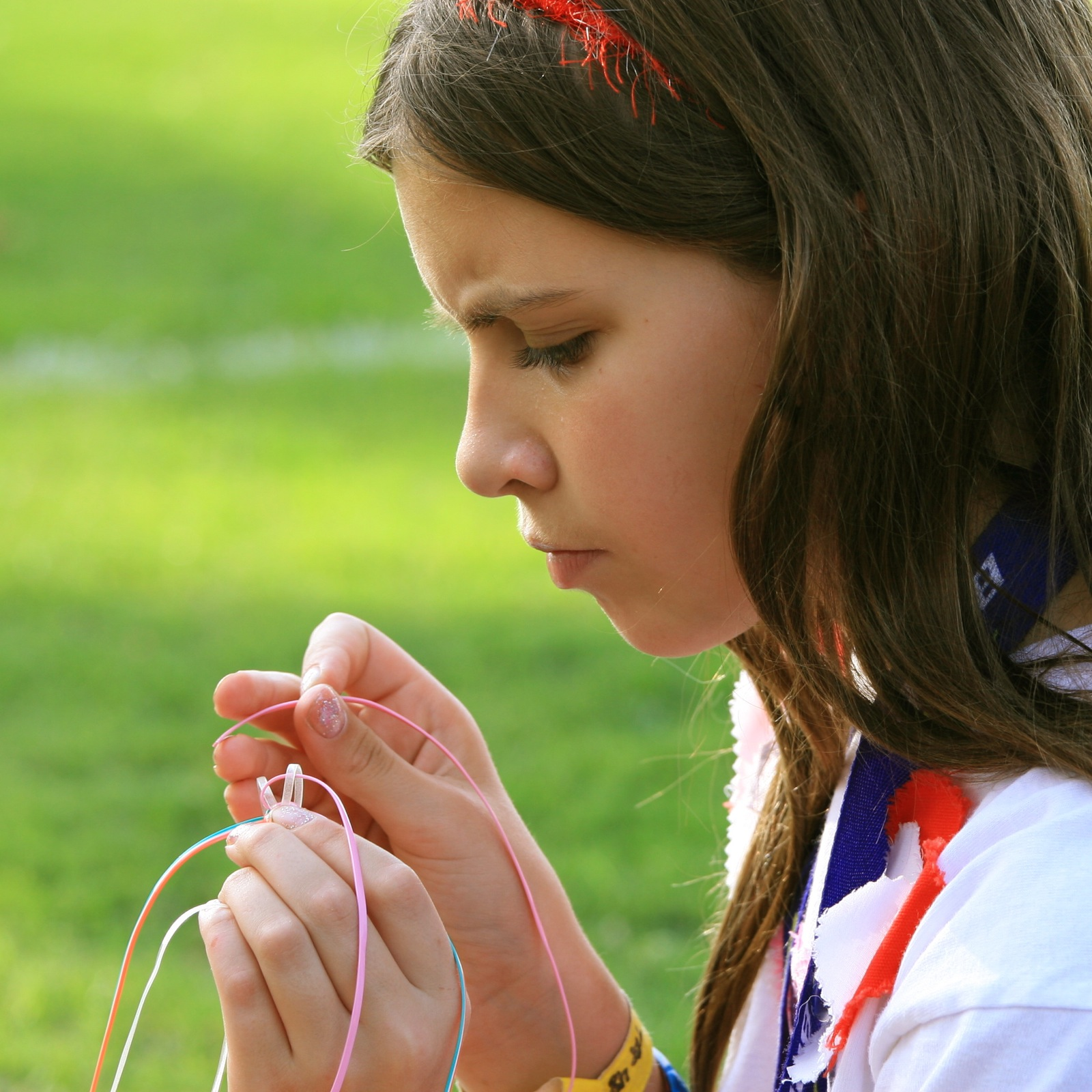
Atenció focalitzada

Els humans tenim un camp visual fisiològicament limitat que ha d'anar dirigit selectivament a determinats estímuls. L'atenció és el procés cognitiu que compleix aquesta tasca i podria explicar el fenomen de la visió desiderativa. Les expectatives, els desitjos i les pors es troben entre els diversos factors naturals que poden estimular l'atenció. Per tant, aquestes actituds cognitives tenen el potencial d'influir en l'experiència perceptual. Al seu torn, l'atenció pot provocar el moviment, establint un mecanisme pel qual els estímuls visuals poden influir en el comportament.
Els dèficits d'atenció també poden comportar un canvi en les experiències perceptuals. Un d'aquests dèficits és la ceguesa involuntària, on els esdeveniments passen desapercebuts. Utilitzant un paradigma de ceguesa per desatenció, els investigadors, White i Davies, van demanar als participants que es fixesin en una creu al centre d'una pantalla. Al principi, es mostra al centre de la creu un número que indica el nombre de lletres que haurien d'aparèixer sobre els braços de la creu. Després de la indicació, es mostren aquestes lletres. Durant quatre proves, el nombre de lletres correspon al número indicat. Al cinquè intent, la meitat dels participants van rebre la indicació correcta i l'altra meitat va rebre una indicació amb menys lletres de les que es mostraran. Les lletres van aparèixer a la pantalla acompanyades d'un estímul inesperat. Es va preguntar als participants quines lletres estaven escrites i si havien vist un objecte addicional. Els participants disposats a esperar menys lletres van ser els més afectats per la falta d'atenció, sent més propensos a perdre l'estímul inesperat que els participants a l'espera del nombre correcte de lletres. Aquests resultats indiquen que la capacitat d'atenció està afectada per les expectatives. Aquesta experiència proporciona més proves que els processos cognitius estan implicats en la construcció de l'experiència perceptual.
Tot i que l'atenció pot conduir a un processament perceptiu realitzant, la manca d'atenció portada als estímuls pot també conduir a una percepció millorada dels estímuls. Es va informar als participants de la diagonal què haurien de prestar la seva atenció. A continuació, se'ls presentava estímuls (quadrícules de diferents textures), després un recordatori de l'índex que indica la diagonal per a la qual s'havien de pronunciar. El 70% de les vegades, el segon índex era l'índex original i el 30% de les vegades, era diferent. Es va demana als participants que assenyalessin la textura de les xarxes que apareixen a la diagonal indicada i que discriminessin la seva visibilitat. Aquest enfocament va permetre comparar la percepció d'estímuls esperats (presenyalitzats) i aquells inesperats (no notificats). Es va observar una major visibilitat en estímuls inesperats. Per tant, la desatenció comporta augmentar la sensibilitat de la percepció. Aquest estudi suggereix que el biaix de l'atenció, un mecanisme de visió desiderativa, no es refereix només a què la gent es concentri, sinó també a estímuls inesperats.

### La interpretació de l'emoció
Les emocions s'interpreten sovint mitjançant indicis visuals a la cara, llenguatge corporal i context. Tot i així, s'ha demostrat que el context i els antecedents culturals influeixen en la percepció visual i la interpretació de l'emoció. Les diferències interculturals en la ceguesa al canvi s'han associat a un conjunt de percepcions o a una tendència a presenciar escenes visuals d'una manera particular. Per exemple, les cultures orientals donen importància al fons d'un objecte, mentre que les cultures occidentals se centren en els objectes centrals d'una escena.
Els conjunts perceptuals són també el resultat de preferències estètiques i, per tant, culturals. Per tant, el context cultural influeix en com les persones extreuen informació d'una cara, tal com ho farien en un context situacional. Per exemple, els occidentals se centrarien generalment en els ulls, el nas i la boca, mentre que els asiàtics se centrarien principalment en els ulls. Es va presentar a individus de diferents orígens una sèrie de cares i se'ls va demanar que les agrupessin segons l'emoció que les expressaven. La fixació de diferents característiques facials condueix a lectures diferents de les emocions. L'atenció focalitzada als ulls per part dels asiàtics els permet veure als rostres espantats una emoció de sorpresa en lloc de por. Com a resultat, les associacions o costums anteriors d'un individu poden conduir a una categorització o reconeixement diferent de l'emoció. Aquesta diferència particular en la percepció visual de les emocions sembla suggerir un mecanisme de biaix d'atenció per a una visió desiderativa, en la mesura que es tenen en compte certs senyals visuals (per exemple el nas, els ulls) i els altres ignorats (per exemple boca).

### L'optimisme
La visió desiderativa també està relacionada amb el biaix d'optimisme pel qual els individus acostumen a esperar resultats positius, fins i tot si aquestes expectatives gairebé no estan fonamentades. Amb l'objectiu de determinar les correlacions neuronals subjacents a un biaix d'optimisme, un estudi de ressonància magnètica funcional va mapejar els cervells d'individus recordant moments autobiogràfics vinculats a esdeveniments de la seva vida, i després es va avaluar la seva memòria a diverses escales. Aquestes avaluacions van revelar que els participants consideraven els esdeveniments positius futurs més positius que els esdeveniments positius passats, i els esdeveniments negatius més llunyans en el temps. Les regions cerebrals actives, en comparació amb un punt de fixació, eren la còrtex del cíngul anterior rostral (rACC) i l'amígdala dreta. Aquestes dues àrees es van tornar menys actives quan van imaginar esdeveniments futurs negatius. El rACC està involucrat en l'avaluació de contingut emocional i manté vincles estrets amb l'amígdala. Es suggereix que el rACC regula l'activació de les regions cerebrals associades a l'emoció i a la memòria autobiogràfica, permetent així la projecció de la positivitat sobre imatges d'esdeveniments futurs.
És important tenir en compte aspectes físics, com ara el moviment dels ulls i l'activitat cerebral, així com la seva relació amb el pensament desideratiu, la visió desiderativa i l'optimisme. Isaacowitz va estudiar el 2006 el paper de la mirada en la motivació, que segons ell està estretament relacionada amb l'interès i la personalitat de l'individu. En el seu estudi, es va demanar als participants que representaven diversos nivells d'optimisme que examinessin imatges de càncer de pell, de dibuixos amb característiques similars a les imatges de càncer, i de cares neutres. Utilitzant un sistema de seguiment d'ulls que caracteritzava el moviment de mirades dels participants, Isaacowitz va comprovar que els adults més optimistes miraven menys les imatges de càncer de pell que els participants menys optimistes. Aquestes dades es van replicar en un estudi de seguiment pel qual es va analitzar als participants amb risc genètic de contraure càncer de pell; fins i tot si alguns participants estaven més exposats que d'altres, es va mantenir un major grau d'optimisme relacionat amb una atenció menor a les imatges de càncer de pell (malgrat que alguns participants podrien estar més preocupats per aquestes imatges).

## La metodologia
El pensament desideratiu s'estudia sovint en el context de la psicologia mitjançant la presentació de figures ambigües, sent la hipòtesi que, quan es presenta amb estímuls ambigus, el participant interpreta els estímuls d'una determinada manera segons les condicions de estudi o experiència del participant.
Balcetis i Dunning van investigar la visió desiderativa el 2013 mitjançant la realització de dos experiments:
- un amb dos estímuls ambigus que es poden percebre com a «B» o «13» i l'altre és un «cavall» o un segell.
- el segon experiment va ser una prova de rivalitat binocular en la qual es va presentar als participants simultàniament amb la lletra «H» o el número «4» (un estímul a cada ull).

En cada experiment, els experimentadors van associar un dels estímuls amb resultats desitjables i l'altre amb resultats negatius (la «B» es va associar amb «suc de taronja acabat d'esprémer», mentre que el «13» es va associar amb «un producte dietètic poc atractiu» i, en experiència de rivalitat binocular, les «lletres» es van associar al «guany econòmic», mentre que els «números» van estar associats a «pèrdues econòmiques»).
Els resultats de l'experiment van mostrar que els participants eren més propensos a percebre l'estímul associat a una situació o resultat positiu que l'estímul associat a una situació negativa. Aquesta forta correlació entre percepció i estímuls positius en comparació amb estímuls negatius demostra que tendim a veure el món segons els nostres propis desitjos. El concepte de visió desiderativa suggereix un procés de percepció basat en la motivació.
A més, Balcetis i Dale van destacar el 2007 que estàvem mirant el món de forma esbiaixada en un estudi de quatre parts, una part del qual va tractar la interpretació d'un objecte ambigu (per exemple, un cub de Necker), per la seva identificació, basada en l'idioma i suggerida als participants per la informació primada, amb errors. Molts estudis defensen que el que els humans perceben o veuen es basa en les seves motivacions i objectius interns, però és important tenir en compte que determinades situacions inicials d'alguns estudis, o fins i tot les opinions internes del participant, poden afectar interpretació de l'estímul.

Aquest és un exemple de dos cubs de Necker idèntics. El de l'esquerra mostra un objecte intermedi (barra blava) que va «baixant des de la part superior», mentre que el de la dreta mostra l'objecte «pujant des de la part inferior». La imatge pot canviar la seva perspectiva simplement canviant quina cara (frontal o posterior) apareix darrere de l'objecte intervingut

Tenint en compte aquestes consideracions, Balcetis i Dale, de nou el 2007, van dividir 124 estudiants de primer cicle de la Universitat Cornell en tres grups, cadascun dels quals hauria d'imaginar una de les tres situacions detallades següents: una situació ascendent (als participants se'ls va demanar que s'imaginessin mirant un edifici alt), una situació descendent (mirant cap a un canó profund) i una situació neutra (de peu en un terreny pla). Al participant se'ls va mostrar un cub de Necker ambigu a la pantalla d'un ordinador i se'ls va demanar que cliquessin en una de les dues línies blaves que semblava més propera a ells. La línia escollida pels participants depenia de si havien determinat que el cub anava «cap amunt» o «cap avall». Els resultats d'aquest estudi van demostrar que la majoria dels participants condicionats en sentit ascedent veien el cub mirant cap amunt, la majoria dels participants condicionats en sentit descendent el veien cap avall, i els participants condicionats en sentit neutre van quedar dividits entre els que el veien mirant cap amunt i els que veien mirant cap avall. Aquests resultats mostren que el llenguatge d'estimulació del primat va influir en la identificació de l'objecte. En cada condició es va observar una identificació de l'objecte afectat per la motivació.
Resultats similars es van observar en un estudi de Changizi i Hall el 2001, que va tractar el pensament desideratiu en comparar la set dels participants amb la seva tendència a identificar com transparent un estímul ambigu (l'estudi va establir que la transparència era una qualitat natural associada a l'aigua, tot i que no d'una manera evident). Els resultats de l'estudi van mostrar una clara tendència als participants assedegats (a qui se'ls va demanar que mengessin una bossa de patates xips immediatament abans de l'estudi) a interpretar estímuls ambigus com a transparents. A més, els participants que no tenien set (a qui se'ls va demanar beguessin aigua abans de l'estudi fins que deixessin de tenir set) tenien menys probabilitats d'interpretar estímuls ambigus com a transparents. L'estudi conclou que una alteració d'un estat biològic que inspira un pensament desideratiu (en aquest cas el nivell de set dels participants), pot afectar directament la percepció d'estímuls visuals.
Bastardi, Uhlmann i Ross van mostrar el 2011 els efectes d'un pensament desideratiu quan van presentar a uns pares dos estudis ficticis que oposaven la «llar d'infants» amb la «mainadera a domicili». Els pares que es trobaven en una posició conflictiva (que estaven planejant utilitzar els serveis de la llar d'infants, però consideraven millor l'atenció d'una mainadera a domicili) van valorar millor l'estudi que afirmava que els serveis de la llar d'infants eren millors i van valorar pitjor l'estudi que afirmava que era millor la mainadera a domicili. Els pares en posicions no confrontades (els que pensaven que la mainadera a domicili era millor que la llar d'infants, i que planejaven utilitzar només la mainadera a domicili) van valorar millor l'estudi que afirmava que la mainadera a domicili era millor. Per tant, els pares van valorar millor els estudis que recolzaven el que ja havien planejat per als seus fills, fins i tot si (en el cas dels pares en situació de conflicte) l'estudi hagués pogut oposar-se a les seves conviccions originals. En una avaluació post-experimental, els pares en posició conflictiva van canviar les seves creences inicials i van dir que creien que la mainadera a domicili no era millor que la llar d'infants, i els pares en situació no conflictiva van continuar dient que la mainadera a domicili era millor, encara que en menor mesura.
Balcetis i Dunning van utilitzar el 2012 l'ambigüitat natural notada durant l'avaluació de distàncies per mesurar els efectes del pensament desideratiu. Durant l'estudi, es va demanar als participants que avaluessin la distància respecte a diversos estímuls, mentre que els experimentadors anaven canviant la conveniència dels estímuls. En un estudi, es va incrementar la set d'alguns participants afegint sal en gran part dels seus aliments, i es va disminuir la set a altres participants fent-los beure aigua fins que no podien beure més. A continuació, se'ls va demanar que estimessin la distància entre ells i una ampolla d'aigua. Els participants més assedegats van considerar més desitjable l'ampolla d'aigua i van estimar que era més a prop que els participants menys assedegats.
En un altre estudi realitzat per Balcetis i Dunning, es va demanar als participants que estimessin la distància amb els resultats d'uns tests (amb avaluacions positives o negatives), i amb targetes amb 100 dòlars de regal que tenien la probabilitat de guanyar-les o no. Els participants van considerar que els formularis dels tests eren més propers quan la seva avaluació era positiva, i que les targetes de regal de 100 dòlars eren més properes quan tenien la probabilitat de guanyar-les. Balcetis i Dunning van tenir en compte la possible influència de l'estat d'ànim positiu dels participants mitjançant la mesura de la seva creativitat mitjançant una tasca de creació de paraules i pels seus indicadors fisiològics. Els experimentadors també van eliminar el biaix dels participants en un dels seus estudis demanant als participants que llancessin una bossa de mongetes contra una targeta de regal enganxada al terra. El fet de llançar la bossa massa a prop va indicar que el participant va percebre la targeta de regal com a més propera, mentre qui la va llançar massa lluny va indicar que el participant va percebre la targeta de regal com a més llunyana. Els resultats suggereixen que hi ha un biaix positiu en la percepció de la distància.
La relació entre la percepció de la distància i la positivitat pot ser complicada pel context, que també probablement influeix en la distorsió de la percepció. De fet, en situacions amenaçadores, el biaix de positivitat es pot deixar de banda per permetre una resposta adequada. Al seu torn, els recursos psicosocials poden ser anul·lats per les exageracions de la percepció provocades per estímuls amenaçadors. Els recursos psicosocials es defineixen mitjançant un model de recursos i de percepció, com són el suport social, l'autoestima, l'autoeficàcia, l'esperança, l'optimisme, i l'autocontrol. Els participants van informar de mesures de distància mentre els experimentadors van alterar la seva autoestima mitjançant exercicis d'imatgeria mental, així com la seva exposició a estímuls amenaçadors (una taràntula) o no (una joguina de gat). Només es va observar un efecte d'autoestima quan s'exposaven a estímuls amenaçadors, quan es va correlacionar una autoestima augmentada amb una estimació més realista de la distància entre els participants i l'objecte objectiu.

### Les representacions ambientals
Les representacions ambientals són una altra àrea comuna en què podem observar pensaments desideratius. Nombrosos estudis han confirmat que el desig o la motivació poden influir en les estimacions de la mida, distància, velocitat, longitud o pendent de l'entorn o d'un objecte. Per exemple, la gent percep objectes desitjats com a més propers. La visió desiderativa també pot afectar la percepció d'un esportista de la pilota o d'un altre equipament. Per exemple, els jugadors de futbol sala que veuen la pilota com més gran xuten millor, i els tennistes que tornen la pilota millor veuen la xarxa més baixa i la pilota més lenta. La percepció de la distància o el desnivell depèn dels nivells d'energia; les persones més esgotades veuen les pendents més inclinades i les distàncies més llargues, i els objectius situats pendent amunt semblen més distants que si es estiguessin en terreny pla; la gent en bona forma percep les pendents mès suaus i les distàncies mès curtes. Aquesta percepció es modula pel bé de l'eficiència de la despesa energètica. És a dir, la percepció d'un augment de l'esforç (una pendent més forta), si s'està s'esgotat físicament, pot animar als individus a descansar en lloc de gastar més energia.
La percepció a distància també es veu afectada per la dissonància cognitiva. La dissonància cognitiva va ser utilitzada per mitjà de dos grups amb diferent llibertat d'elecció: 
- A un grup amb gran llibertat d'elecció es va dir que havien d'escollir un vestit de Carmen Miranda per desfilar al campus, en contraposició a un grup amb elecció restringida a qui es va imposar aquest vestit. Per tal de reduir la dissonància cognitiva, en el grup de gran llibertat d'elecció els participants van canviar d'actitud per adaptar-se a la situació. Així, van percebre el seu entorn com a menys dolorós (com ara la distància més curta) que els grups d'elecció restringida.[36]
- A continuació, es van obtenir resultats similars amb una prova de percepció d'una pendent, en la qual els participants es van dividir en grups de moltes opcions i opcions restringides per pujar un pendent sobre un monopatí només amb la força dels seus braços. Un cop més, el grup que pensava que tenia més opcions percebia el pendent menys inclinat que el grup d'opcions restringides (per tal de reduir la dissonància cognitiva).

Aquests dos estudis suggereixen que les motivacions intrínseques tenen un paper en la percepció dels entorns per tal d'incentivar l'individu a adoptar comportaments adequats per tal d'adquirir l'objecte desitjat o de poder dur a terme la tasca desitjada.

## La procrastinació i la motivació
Sigall, Kruglanski i Fyock van comprovar el 2000 que els que es consideraven pensadors desideratius eren més propensos a tergiversar quan estaven motivats a fer-ho (dient-los que la tasca que tenien que fer era desagradable). Quan se'ls va dir que la tasca seria agradable, no hi havia poques diferències quant a la procrastinació. Això demostra que, quan són motivats, els pensadors desideratius poden considerar-se més capaços de complir la tasca ràpidament, manifestant així un pensament desideratiu considerant-se més capaços del que realment són. Per tant, acostumen a ajornar la tasca menys agradable.